# Si bemoll menor
Si bemoll menor (també Si♭m en la notació europea i B♭m en la notació americana) és la tonalitat que té l'escala menor a partir de la nota si♭. Així, la seva escala està constituïda per les notes si♭, do, re♭, mi♭, fa, sol♭ i la♭. La seva armadura té cinc bemolls (si, mi, la, re, sol). La seva tonalitat relativa és la de re bemoll major, i la tonalitat homònima és si bemoll major. El seu equivalent enharmònic és la sostingut menor.

## Obresclàssiquesfamoses
- Sonata per a piano núm. 2 - Frédéric Chopin (conté la famosa "marxa fúnebre")
- Concert per a piano núm. 1, op. 23 - Piotr Ilitx Txaikovski

## Cançons pop conegudes
- Say Say Say - Paul McCartney & Michael Jackson
- Part Time Lover - Stevie Wonder
- Thunderball - Tom Jones
- Sunday Bloody Sunday - U2 (la versió en viu està mig to més avall; la versió d'estudi està en si menor)
- In Bloom - Nirvana